# Conker's Pocket Tales
Conker's Pocket Tales è un gioco d'azione pubblicato dalla Rareware nel 1999 per Game Boy Color e Game Boy. È un gioco di azione con protagonista Conker, lo scoiattolo della Rare che aveva esordito in Diddy Kong Racing.
Il gioco, pensato per giocatori di giovane età, era destinato ad essere il precursore di Conker 64, tuttavia quest'ultimo è stato poi pesantemente rivisto e pubblicato come Conker's Bad Fur Day, dedicato ad un pubblico al di sopra dei 17 anni.

## Modalità di gioco
Conker ha la possibilità di utilizzare una fionda per sconfiggere i nemici; prima di ottenere la fionda, può tirare pugni. Conker può camminare, correre e saltare. Quando si trova in aria,  può anche utilizzare un attacco martellante sulla terra utile per colpire i pulsanti per risolvere i puzzle, alcuni devono essere risolti spingendo dei blocchi nelle scanalature nel pavimento.
Il gioco può essere giocato sia su Game Boy e Game Boy Color, tuttavia, la disposizione e alcuni eventi nel gioco sono diversi a seconda della console su cui è giocato. Il gioco può essere messo in pausa e salvato in qualunque momento se giocato su un Game Boy Color, mentre se giocato su un Game Boy vecchio modello, può essere salvato solo in specifici punti di salvataggio.

## Trama
Conker sta festeggiando il suo compleanno, quando arriva il malvagio Acorn che gli ruba i regali e rapisce la sua ragazza Berri. L'obiettivo di Conker sarà appunto riprendersi Berri e i suoi regali.

## Accoglienza
Il gioco è stato criticato di qualità media da diversi critici, con una valutazione media del 55%.